# Roscelin
Roscelin (ur. ok. 1050 w Compiègne, zm. ok. 1120) – filozof, logik i teolog; jedna z czołowych postaci we wczesnym okresie sporu o uniwersalia.

## Życie
Roscelin był nauczycielem w szkołach katedralnych w Compiegne, Loches, Besançon i Tours. Jego bezpośrednim uczniem był m.in. Abelard. Pozostawał w kontakcie z innymi uczonymi swojej epoki (m.in. Lanfrankiem z Bec, Anzelmem z Canterbury, Iwonem z Chartres) i odbywał podróże zagraniczne (do Rzymu i Anglii). W 1092 r. na synodzie w Soissons oskarżono go o tryteizm, w wyniku czego odwołał swoje poglądy. Powrócił do nich w późniejszym okresie. Nie ma informacji na temat ostatnich lat jego życia, w tym dokładnej daty śmierci.
Prawie wszystkie jego pisma zaginęły i ich treść jest znana z tekstów Anzelma, Abelarda, Anonima-epigramisty, Jana z Salisbury oraz z anonimowej pracy De generibus et speciebus. Z prac oryginalnych zachował się List do Abelarda.

## Poglądy
Roscelin był znanym w swoich czasach logikiem i dialektykiem., ważną postacią w sporze o uniwersalia. Zajmował stanowisko antyrealistyczne, a być może był nawet jego twórcą. Według Roscelina terminy ogólne (uniwersalia) są po prostu słowami i, w przeciwieństwie do rzeczy, nie mają realnego bytu. Roscelin podpierał się przy tym autorytetem Arystotelesa, zgodnie z którym tylko jednostkowym rzeczom przysługuje realne istnienie. Uniwersalia, jako słowa, istnieją tylko w momencie wypowiadania. Podobnie jakości przedmiotów (barwa, kształt) nie istnieją poza rzeczami jednostkowymi. Nie można jednak Roscelina uznawać za nominalistę, ponieważ jest to pogląd późniejszy, wywodzący się od Williama Ockhama.
Stanowisko Roscelina było szeroko dyskutowane, jako że stało w opozycji do większości ówczesnej logiki. Uznanie Roscelina za zwolennika tryteizmu, spowodowało jednak całościowe odrzucenie jego poglądów.